# Discriminación de precios de segundo grado

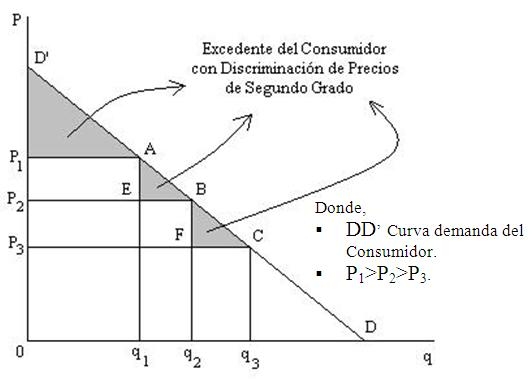
Si un consumidor utilizara q_{3} del Bien o Servicio y con ausencia de discriminación, pagaría P_{3} sin embargo, y como suponemos que existe discriminación de precios de segundo grado, el consumidor pagaría q_{1}P_{1}+(q_{2}-q_{1})P_{2}+(q_{3}-q_{2})P_{3}, lo que implica que paga más que P_{3}q_{3}. El excedente del consumidor, con ausencia de discriminación, vendría dado por el área D’P_{3}C de la figura, teniendo a la utilidad marginal del dinero constante. Con una tarifa variable sin embargo, el excedente del consumidor se reduce al área D’P_{1}A más el área AEB más el área BFC. Por lo tanto, la pérdida del excedente del consumidor debido a la discriminación de precios de segundo grado es el área P_{1}AEP_{2} más el área P_{2}BFP_{3}.

La Discriminación de precios de segundo grado es una práctica muy corriente en el campo de los servicios públicos (como la energía eléctrica y agua potable, entre otros) debido a que este tipo de discriminación se practica, en aquellos mercados donde existen muchos compradores y hay que aplicar a todos ellos la misma tarifa o precio; este tipo de discriminación se refiere al caso en que un monopolio cobra precios diferentes a cada grupo de clientes, pero no hasta el punto de cobrar a cada uno un precio distinto.
La discriminación de precios de segundo grado se refiere a casos donde el oferente de un producto no posee información precisa sobre las preferencias individuales de los consumidores pero puede utilizar tarifas no lineales en orden a extraer la información relevante desde sus consumidores
En el óptimo, el oferente ofrece típicamente un menú de ofertas y los compradores seleccionan por sí mismos de este menú lo que desean, por lo que esta discriminación de precios es indudablemente mucho más compleja de analizar que los otros dos tipos de discriminación, debido a que la combinación de tarifas no lineales e información asimétrica de los compradores requiere ciertas técnicas para resolver el problema de la empresa, vale decir, la de maximizar sus beneficios.